# 平岡秀章
平岡 秀章（ひらおか ひであき、1965年11月20日 - ）は、日本の放送作家。静岡県清水市（現・静岡市清水区）出身。漫画家のさくらももこと同級生で、『ちびまる子ちゃん』にも「ひらば」として登場する。元サッカー日本代表で名古屋グランパスの現監督である長谷川健太も小学校時代の同級生。

## 担当番組
- Trap-TV（フジテレビ。監修、数話の脚本も担当）
- とんねるずのハンマープライス（関西テレビ）
- タモリのジャポニカロゴス（フジテレビ）
- EXテレビ（日本テレビ、水曜日担当）
- ビートたけしのTVタックル（テレビ朝日）
- ちびまる子ちゃん（フジテレビ、脚本担当）
- さくらももこ劇場 コジコジ（TBS、脚本担当）
- もえがく★5(BSフジ、実写パートの構成)
- 映画の達人（フジテレビ）
- カノッサの屈辱（フジテレビ）

他